# الهجارسة (الشرقية)
قرية الهجارسة هي إحدى القرى التابعة لمركز كفر صقر في محافظة الشرقية في جمهورية مصر العربية. حسب إحصاءات سنة 2006، بلغ إجمالي السكان في الهجارسة 9099 نسمة، منهم 4707 رجل و4392 امرأة.

## التاريخ
قرية الهجارسة من القرى القديمة، حيث وردت باسم «منزل حاتم» في أعمال الشرقية ضمن قرى الروك الصلاحي التي أحصاها ابن مماتي في كتاب قوانين الدواوين، كما وردت باسم «منزل حاتم» في أعمال الشرقية ضمن قرى الروك الناصري التي أحصاها ابن الجيعان في كتاب «التحفة السنية بأسماء البلاد المصرية». ثم خربت في العصر العثماني، حتى عاد إليها بعض السكان وأسسوا قرية جديدة في أراضيها وردت باسم «الهجارسة» في تاريخ 1228هـ/1813م الذي عدّ قرى مصر بعد المسح الذي قام به محمد علي باشا ضمن قرى مديرية الشرقية.